# Interix
Interix（インテリクス）とは、Microsoft Windows上でUNIX・POSIX環境を提供するサブシステム。Services for UNIX（以下SFU）に収録されている。
InterixはSoftway Systems社(1999年9月17日、Microsoft社に吸収合併された)が、Microsoft Windows NTで標準装備しているPOSIXサブシステムの不備を解消するために独自に開発したPOSIXサブシステムOpenNTを発祥とする。同社はOpenNT改良の過程において、POSIXに加えUNIX System Vとの互換性が高いVersion 2.0をInterixと改称し、この名称が広く知られる事となった。
CygwinがWin32サブシステム上でPOSIX環境をエミュレートするのに対し、InterixはWin32とは独立したサブシステムとしてNTカーネルの上に乗り、POSIX環境を提供する。そのため、エミュレーションのオーバヘッドがないぶん高速に動作する他、Cygwinがエミュレートしきれないシステムコールも提供することができる。なお、WindowsオペレーティングシステムそのものがWin32サブシステムに依存しているため、Win32サブシステムを完全に置き換えることはできない。
Interix上の開発は同じくSFUに収録されているGCCを使って行う。